# Jana Kramer
Pour les articles homonymes, voir Kramer.
Jana Rae Kramer, née le 2 décembre 1983 à Détroit (Michigan), est une actrice et chanteuse country américaine. Elle est principalement connue pour son rôle d'Alex Dupre dans la série Les Frères Scott.

## Biographie
Jana Kramer a grandi à Rochester. Ses parents se nomment Nora et Martin Kramer. Elle a un frère ainé, Steve, officier de police. Elle a grandi à Dearborn (Michigan) jusqu'au divorce de ses parents puis a emménagé à Los Angeles à l'âge de 18 ans pour commencer sa carrière. Elle vit maintenant dans le Tennessee.

### Carrière
Jana a commencé sa carrière en 2002 dans le film indépendant Dead/Undead. L'année suivante, elle fait ses débuts à la télévision dans La Force du destin. Jana fait plusieurs apparitions dans des séries comme Les Experts, Grey's Anatomy et Private Practice et dans des films comme Click : Télécommandez votre vie, Le Bal de l'horreur et Spring Breakdown.
En 2007, elle a interprété le rôle de Noelle Davenport dans Friday Night Lights et celui de Portia Ranson dans 90210 Beverly Hills : Nouvelle Génération. Elle a joué dans Entourage.
En 2009, Jana se fait connaître après avoir signé pour devenir un personnage régulier de la série de The CW, Les Frères Scott dans laquelle elle endosse le rôle d'Alex Dupre, une actrice. Elle quittera la série au bout du second épisode de la saison 9. Pour expliquer son départ, les créateurs envoient Alex en tournée, ce qui était aussi l'explication du départ de Jana.
En février 2011, Jana signe chez Elektra Records. Le même mois, elle interprète I Won't Give Up dans Holding up For A Hero, 14e épisode de la saison 8 des Frères Scott. Le jour suivant, la chanson sort sur iTunes et Amazon et se classe 75e dans les Billboard Hot 100. Le mois suivant, elle commence à travailler sur son premier album avec le producteur Scott Hendricks. En avril 2011, elle sort une autre chanson promotionnelle Whiskey qu'elle interprète également dans Les Frères Scott et atteindra la 99e place du Billboard Hott 100.
Le 5 juin 2012, elle sort son tout premier album, Jana Kramer, dont le premier single Why Ya Wanna sorti en janvier deviendra disque d'or puis se classera 3e des Billboard Country Songs faisant d'elle l'artiste féminine ayant atteint la plus haute place des charts depuis 2006. En novembre, Jana sort son second single, Whiskey, dont le clip est sorti en janvier 2013.
En février 2012, Jana tourne dans le film Heart Of The Country, prévu courant 2013.
Après avoir fait la première partie de la tournée de Brad Paisley en 2012, Jana fera celle de Blake Shelton de juillet à octobre 2013.
En mars 2013, Jana est nommée aux 48e Academy of Country Music Awards comme « nouvelle artiste vocaliste de l'année » contre Kacey Musgraves et Sunny Sweeney et gagnera cette catégorie. Elle sera ensuite nommée pour « nouvel artiste de l'année » face aux gagnants de la catégorie « nouvel artiste vocaliste de l'année », Brantley Gilbert et contre le groupe gagnant de « Nouveau duo/groupe de l'année » Florida Georgia Line où elle perdra face à ces derniers.
En 2016, elle participe à la saison 23 de l'émission Dancing With The Stars aux côtés du danseur Gleb Savchenko. Le duo atteint la finale de l'émission et termine à la quatrième position.
Depuis 2018, elle possède son podcast "Whine Down with Jana Kramer". Elle y parle de sa vie de femme, de famille, sa carrière.
En 2020, elle et son ex-mari sortent un livre 'The Good Fight'. Le couple raconte leurs problèmes de couple, d'infidélités...

### Vie privée
Jana a été mariée à Michael Gambino durant plusieurs mois en 2004. En 2009, elle commence à fréquenter l'acteur Johnathon Schaech, rencontré sur le tournage du film Le Bal de l'horreur ; elle l'épouse le 4 juillet 2010 à Glen Arbor, Michigan. Tout juste un mois après leur mariage, le couple annonce sa séparation.
En septembre 2012, elle entame une relation avec le chanteur Brantley Gilbert. Le couple a annoncé leurs fiançailles le 20 janvier 2013, mais annoncent leur séparation en août 2013. En octobre 2013, elle partage la vie de l'acteur Scott Eastwood, fils de Clint Eastwood.
Elle a partagé la vie de l'ancien joueur de football américain Mike Caussin pendant six ans. Le couple s'est rencontré en 2014 et s'est rapidement fiancés au bout de quelques mois de relation amoureuse. Leur mariage s'est déroulé le 22 mai 2015 à Charlottesville, en Virginie. Ensemble, ils ont deux enfants : une fille, Jolie Rae Caussin (née le 31 janvier 2016) et un garçon Jace Joseph Caussin (né le 29 novembre 2018),. En décembre 2017, l'actrice révèle avoir été victime de plusieurs fausses couches avant de finalement réussir à avoir son deuxième enfant.
Le couple s'est plusieurs fois séparés puis réconciliés dû aux nombreuses infidélités de Mike Caussin. En août 2016, Jana annonce leur séparation tout juste quelques mois après la naissance de leur fille. Le couple décidé néanmoins de se donner une deuxième chance en se remettant ensemble à la fin de l'année 2016. Le couple a renouvelé leurs vœux de mariage lors de la cérémonie à Hawaii en 2018.
En avril 2020, elle annonce sa séparation définitive et entame une procédure de divorce à la suite des nouvelles infidélités de son époux. Leur divorce a été prononcé en mai 2021 et le couple s'est octroyé la garde partagée de leurs deux enfants.
Depuis 2022, elle partage la vie de l'ancien footballeur écossais Allan Rusell, avec lequel, elle a un fils (né le 13 novembre 2023). Le couple s'est marié le 13 juillet 2024 dans le South Ayrshire, en Ecosse.

## Filmographie

### Cinéma
| Année | Titre                                 | Rôle                  |
| ----- | ------------------------------------- | --------------------- |
| 2002  | Dead/Undead                           | Alice St. James       |
| 2003  | The Passage                           | Serveuse chez Alvin's |
| 2003  | Blood Games                           | Mistress Tiamat       |
| 2005  | Blue Demon                            | Carrie                |
| 2005  | Return of the Living Dead: Necropolis | Katie Williams        |
| 2006  | Click : Télécommandez votre vie       | Julie                 |
| 2007  | Boxboarders!                          | Victoria              |
| 2008  | Le Bal de l'horreur                   | April                 |
| 2008  | Bar Starz                             | Ryann                 |
| 2008  | The Poker Club                        | Trudy Todaro          |
| 2009  | Laid to Rest                          | Jamie                 |
| 2009  | Spring Breakdown                      | Seven #2              |
| 2013  | Approaching Midnight                  | Aspen                 |
| 2013  | Heart of The Country                  | Faith Carraday        |
| 2016  | Country Crush                         | Katherine Bishop      |
| 2018  | Support the Girls                     | Shaina                |

### Télévision
| Année     | Titre                                              | Rôle             | Notes |
| --------- | -------------------------------------------------- | ---------------- | --- |
| 2003      | La Force du destin                                 | Inconnu          | |
| 2006      | Les Experts                                        | Rae              | Post Morterm saison 7, épisode 7. |
| 2006      | Les Experts : Manhattan                            | Paige Rowand     | Sweet sixteen Saison 3, épisode 10. |
| 2007      | Friday Night Lights                                | Noelle Davenport | 6 épisodes. |
| 2008      | Can You Duet                                       | Elle-même        | 2 épisodes. |
| 2008      | Grey's Anatomy                                     | Lola             | 2 épisodes - Freedom Partie 1 & 2. Saison 4 épisode 16 et 17.                                                                                 |
| 2008-2009 | 90210                                              | Portia Ranson    | 6 épisodes. |
| 2009      | Private Practice                                   | Lyla             | What Women Want Saison 2, épisode 19. |
| 2009      | Entourage                                          | Brooke Manning   | 4 épisodes. |
| 2009-2012 | Les Frères Scott                                   | Alex Dupre       | 39 épisodes. Récurrente de l'épisode 2 au 14 de la saison 7. Régulière à partir du 15e épisode de la saison 7 jusqu'au second de la saison 9. |
| 2013      | Dance Moms                                         | Elle-même        | Saison 4, épisode 1. |
| 2016      | Dancing with the Stars                             | Elle-même        | Candidate dans la saison 23 |
| 2017      | Un amour qui a du chien                            | Julia Galvins    | Téléfilm |
| 2017      | Noël dans tes bras (Chirstmas in Mississippi)      | Holly Logan      | Téléfilm |
| 2019      | Un Noël pour te retrouver (Christmas in Louisiana) | Sarah Winter     | Téléfilm |

## Discographie

### Albums studio
| Titre       | Détails                                              | Chart      | Chart |
| Titre       | Détails                                              | US Country | US    |
| ----------- | ---------------------------------------------------- | ---------- | ----- |
| Jana Kramer | Sortie: 5 juin 2012 Label: Elektra Nashville         | 5          | 19    |
| Thirty One  | Sortie: 9 octobre 2015 Label: Warner Music Nashville | 3          | 10    |

### Singles
| Année | Single           | Position dans les chart | Position dans les chart | Position dans les chart | Position dans les chart | Certification     | Album       |
| Année | Single           | US Country              | US Country Airplay      | US                      | CAN                     | Certification     | Album       |
| ----- | ---------------- | ----------------------- | ----------------------- | ----------------------- | ----------------------- | ----------------- | ----------- |
| 2012  | Why Ya Wanna     | 3                       | 3                       | 50                      | 100                     | Disque de platine | Jana Kramer |
| 2012  | Whiskey          | 41                      | 27                      | 99                      |                         |                   | Jana Kramer |
| 2013  | I Hope It Rains  |                         | 42                      |                         |                         |                   | Jana Kramer |
| 2014  | Love             | 37                      | 32                      |                         |                         |                   | Thirty One  |
| 2015  | I Got The Boy    | 5                       | 6                       | 56                      | 85                      | Disque d'or       | Thirty One  |
| 2016  | Said No One Ever |                         | 57                      |                         |                         |                   | Thirty One  |
| 2016  | Circles          |                         | 60                      |                         |                         |                   | Thirty One  |
| 2017  | I've Done Love   |                         |                         |                         |                         |                   |             |
| 2018  | Dammit           |                         |                         |                         |                         |                   |             |

### Clips vidéo
| Année | Vidéo                       |
| ----- | --------------------------- |
| 2012  | Why Ya Wanna                |
| 2012  | What I Love About Your Love |
| 2013  | Whiskey / 2014 : Love       |

## Prix et nominations
| Année | Association                          | Catégorie                                          | Résultat   |
| ----- | ------------------------------------ | -------------------------------------------------- | ---------- |
| 2012  | American Country Awards              | Artist of the Year: New Artist                     | Nomination |
| 2012  | American Country Awards              | Single of the Year: New Artist- Why You Wanna      | Nomination |
| 2012  | American Country Awards              | Music Video of the Year: New Artist- Why You Wanna | Nomination |
| 2013  | Academy of Country Music Awards      | New Female Vocalist of the year                    | Lauréat    |
| 2013  | Academy of Country Music Awards      | New Artist of the year                             | Nomination |
| 2013  | 15e cérémonie des Teen Choice Awards | Meilleure artiste féminine country                 | Nomination |